# 5316 Filatov
5316 Filatov è un asteroide della fascia principale del diametro medio di circa 32,62 km. Scoperto nel 1982, presenta un'orbita caratterizzata da un semiasse maggiore pari a 3,1585014 UA e da un'eccentricità di 0,0241155, inclinata di 14,75059° rispetto all'eclittica.